# 羊宮妃那
羊宮妃那（日语：／ Yōmiya Hina，2000年3月26日—）是日本女性聲優，隸屬於青二製作。

## 經歷
- 國中3年級的時候，被「FAIRY TAIL魔導少年」的主角納茲所說的話折服，開始注意到聲優職業的存在。朋友們比起她更喜歡看動畫，為了能跟上話題開始看起來，那之後也沉迷於動畫了。[2]

- 2019年12月8日，通過「Project ANIMA」動畫第1彈《SAKUGAN》女主角的新人聲優試音會，成為最終通過選拔的7位聲優之一。[3][4]

- 2020年4月11日，宣布加入青二製作（Junior所屬）。

- 2023年4月9日，正式確認飾演《BanG Dream!》旗下樂隊「MyGO!!!!!」的主唱高松燈。[5]

## 人物
- 資格·執照：劍道初段[6]

- 興趣：描畫、讀書、看電影、聽音樂、木吉他弹唱、作詞、作曲[2][6]

- 特長：舞蹈（小學5年級到中學3年級學了跳舞）[2][6]

- 方言：關西腔[6]

- 喜歡把作詞中的內容畫成漫畫。[2]

- 非常喜歡吃巧克力和番薯。[2]

- 每次在發Twitter前都至少要打幾十遍草稿，並且經常在晚上20:30發出。[2]

- 喜歡的電影是《明天，我要和昨天的妳約會》。[2]

- 非常喜歡花澤香菜在《偽戀》中為小野寺小咲的配音。[2]

- 姨母是前聲優。[2]

- 國小時有收集石頭的習慣，現在變成收集貼紙[7]

## 演出作品
※主要角色以粗體字来顯示。

### 電視動畫
2021年
- 王之逆襲 意志的繼承者（ライデン）
- 奇蛋物語 Wonder Egg Priority（海灘上的女孩子）
- 舞伎家的料理人（舞妓）
- 魔法水果籃 The Final（女兒）
- 不要欺負我，長瀞同學（女子）
- 死神少爺與黑女僕（年輕女僕A）
- SELECTION PROJECT（八木野土香）
- 前輩有夠煩（女性B、女子B、少女、女高中生A、花店店員、家庭餐廳店員、女性社員A、巫女、女性社員B）
- SAKUGAN（客）
- 白金終局（六階堂菜菜香）
- BUILD DIVIDE -#000000-（咖啡廳店員）

2022年
- 食鏽末世錄（嬢）
- 戀上換裝娃娃（乾心壽）
- 星光魔法（琉玫）
- 白金終局（學生D）
- 86－不存在的戰區－（女性）
- 女忍者椿的心事（木蓮）
- BUILD DIVIDE -#FFFFFF-（成員）
- 史上最強大魔王轉生為村民A（吉妮·芬·德·薩爾凡）
- 雀魂 PONG☆（秘書）
- 即使如此依舊步步進逼（御影櫻子）
- 5億年按鈕【官方】～菅原壯太的超短篇～（はなちゃん）
- 黃金神威（小孩）
- 森林家族 芙蕾雅的快樂日記（菲利普、傑森）
- 孤獨搖滾！（學生）

2023年
- 轉生公主與天才千金的魔法革命（蕾妮·席昂）
- 阿魯斯的巨獸（庫彌、實驗體）
- 不相信人類的冒險者們好像要去拯救世界（米莉璐）
- 關於我在無意間被隔壁的天使變成廢柴這件事（女學生）
- 不當哥哥了！（店員）
- 我想成為影之強者！（665）
- 我內心的糟糕念頭（山田杏奈）
- 【我推的孩子】（壽美波）
- 獻祭公主與獸王（米莎）
- Dr.STONE 新石紀 NEW WORLD（女性）
- BanG Dream! It's MyGO!!!!!（高松燈）
- AYAKA -綾島奇譚-（八凪幸人〈幼少期〉）
- 森林家族 芙蕾雅的GO FOR DREAM！（莎莉）
- 堀與宮村 -piece-（女學生A）
- 七魔劍支配天下（帕梅拉·戈頓）
- 公司的小小前輩（來栖朱莉）
- 我想成為影之強者！ 2nd season（665）
- 堤亞穆帝國物語～從斷頭台開始，公主重生後的逆轉人生～（艾莉絲·理特斯坦）
- 星靈感應（小之星穗波）

2024年
- 我內心的糟糕念頭 第2期（山田杏奈）
- 愚蠢天使與惡魔共舞（女學生1）
- 佐佐木與文鳥小嗶（偶像）
- 戰隊大失格（戰鬥員XX）
- 夜櫻家大作戰（百合）
- 小市民系列（小佐內由紀）
- 深夜Punch（譜風）
- 【我推的孩子】 第2期（壽美波）

2025年
- BanG Dream! Ave Mujica（高松燈）
- 中年男的異世界網購生活（莉莉絲）
- 鬼人幻燈抄（姬川美夜香）
- 小市民系列 第2期（小佐內由紀）
- 直至魔女消逝（蘇菲·海特）
- mono女孩（玄熊虎代）
- 機動戰士Gundam GQuuuuuuX（拉拉·遜）
- 杜鵑婚約 第2季（望月愛）
- 戀上換裝娃娃（第2期）（乾心壽）
- WONDANCE—熱舞青春—（灣田光莉）
- 彈珠汽水瓶裡的千歲同學（內田優空）
- 星辰光輝更勝太陽（小野寺翡翠）

### OVA
- 超次元戰記 戰機少女 ～全是涅普涅普的感謝祭～（2021年，觀眾）

### 動畫電影
2022年
- 輝夜姬想讓人告白－永不結束的初吻－（學生）

2024年
- 成為星星的少女（大河久留美）[36]
- 劇場版 BanG Dream! It's MyGO!!!!!（高松燈[37]）

2026年
- 劇場版 我內心的糟糕念頭（山田杏奈[38]）

### 網路動畫
- 鋼彈創壞者 對戰風雲錄（2021年，GB慶典工作人員、活動參加者）
- The Missing 8（2022年，郵遞員瑪麗、頭飾的聲音）
- 迷戀你，直到永遠（2022年，客人4）
- HELLO OSAKA（2023年，花咲兔冥）[39]
- 總之就是很可愛 女子高中篇（2023年，宇佐美潮）[40]
- ツイヤバ（2023年，山田杏奈）

### 國外動畫配音
- 陰陽師·平安物語 第三季〈中國〉（2022年，洗衣女子、少女）
- 暫停！讓我查攻略〈中國〉（2023年，加拉廷）[41]

### 遊戲
2020年
- 城姬Quest（石山本願寺、平井城）

2021年
- 動物朋友3（日本水獺）
- Over Eclipse（天津四、角宿一）
- 問答RPG 魔法使與黑貓維茲（莉妮妲）
- 怪物彈珠（2021年-2024年 皮姆、菲雅、羅拔）

2022年
- 逆轉奧賽羅尼亞（ヘスティアー）
- 少女平和（アイシャ）
- 東方Spell Bubble（秦こころ）
- 魔法紀錄 魔法少女小圓外傳（水名露）
- 勝利女神：妮姬（愛麗絲）
- 碧藍航線（卡菈·伊迪亞斯）
- 聖火降魔錄 英雄雲集（塞慈）

2023年
- 萊莎的鍊金工房3 ～終結之鍊金術士與秘密鑰匙～（卡菈·伊迪亞斯）
- 宿命迴響（自由射手）
- 碧藍航線（百眼巨人）
- 超次元遊戲 戰機少女 GameMaker R:Evolution（リディオ）
- 聖火降魔錄 英雄雲集（庫瓦希爾）
- 言靈戰士 KOTODAMAN（ウェラジーモフ）
- BanG Dream! 少女樂團派對（高松燈）
- 白貓Project（ハルジオン）
- 死或生：沙灘排球維納斯假期（雫）

2024年
- 突擊莉莉 Last Bullet（槇若菜）
- 東方スペルカーニバル（西行寺幽幽子）
- 賽馬娘 Pretty Derby（謀勇兼備）
- 鳴潮（桃祈）

2025年
- 崩壞：星穹鐵道（風堇）

### 有聲劇
- 變身為布薩貓的懦弱小姐，被最可怕的軍人公爵撿到差點昏倒（2023年，シフォン（マリー））[63]
- 幕末動乱美少女伝（2024年，谷干城）
- 瑕疵新娘（2024年，有聲漫畫版，白蓮寺菜菜緒）

### 廣播劇
- 十二ヶ月の殺人（2020年，七月[64]，青山二丁目劇場）
- 新しい生活（2020年，瑪利亞[65]，青山二丁目劇場）

### 分鏡廣播劇
- 現在, 正在談戀愛。（2021年，水澤聰美）[66][67]

### ASMR
- お昼寝大好き部長さんと一緒にまったりお昼寝効率研究会（2023年，宮ノ坂まりか）[68]
- ギャル恋☆ASMR ヒナと一緒にボイトレしよ!（2024年，雛見川姫菜）

### 廣播節目
※記號表示說明網路廣播。
- 羊宮妃那の声ラブ（2021年，超!A&G+）※[69]
- MyGO!!!!!の「迷子集会」（2023年－播出中，YouTube）※
- A&G NEXT STEP HOOOOPE!（2023年－播出中，超!A&G+）※[70]

### 其他
- Pripara x Kiratto Pri☆Chan x Waccha Primagi！Winter Live 2022（2022年，琉玫（聲音出演））
- 実話怪談倶楽部 The LIVE！ ～第五十八怪～（2023年，フジテレビONE）

## 音樂唱片分類

### 角色歌
| 發售日   | 商品名                               | 演唱者                                         | 曲名                                                              | 備註                                           |
| 2021年   | 2021年                               | 2021年                                         | 2021年                                                            | 2021年                                         |
| -------- | ------------------------------------ | ---------------------------------------------- | ----------------------------------------------------------------- | ---------------------------------------------- |
| 10月27日 | SELECTION PROJECT 主題曲CD           | 9-tie                                          | 「Glorious Days」                                                 | 電視動畫《SELECTION PROJECT》主題曲            |
| 10月27日 | SELECTION PROJECT 主題曲CD           | 9-tie                                          | 「Only one yell」                                                 | 電視動畫《SELECTION PROJECT》片尾曲            |
| 10月27日 | SELECTION PROJECT 主題曲CD           | 9-tie                                          | 「SELECTION HEROINE」                                             | 電視動畫《SELECTION PROJECT》相關曲目          |
| 12月22日 | SELECTION PROJECT                    | 9-tie                                          | 「Naked Blue」 「」                                               | 電視動畫《SELECTION PROJECT》劇中曲            |
| 12月22日 | SELECTION PROJECT                    | Splasoda°                                      | 「SPARKRASH」                                                     | 電視動畫《SELECTION PROJECT》劇中曲            |
| 2022年   |                                      |                                                |                                                                   |                                                |
| 1月26日  | SELECTION PROJECT BD・DVD第2巻特典CD | Splasoda°                                      | 「PARTY×PARTY」                                                   | 電視動畫《SELECTION PROJECT》相關曲目          |
| 2月25日  | SELECTION PROJECT BD・DVD第3巻特典CD | 八木野土香（羊宮妃那）                         | 「Only one yell」                                                 | 電視動畫《SELECTION PROJECT》相關曲目          |
| 7月6日   | 女忍者椿的心事 茜組音樂集            | 申班                                           | 「」                                                              | 電視動畫《女忍者椿的心事》片尾曲               |
| 7月6日   | 女忍者椿的心事 茜組音樂集            | 茜組～子丑寅卯辰巳午未申酉戌亥～               | 「」                                                              | 電視動畫《女忍者椿的心事》片尾曲               |
| 10月9日  | -                                    | 珍妮弗·純戀·索爾（青野紗穗）、琉玫（羊宮妃那） | 「Believe」                                                       | 電視動畫《星光魔法》劇中曲                     |
| 11月9日  | 迷星叫                               | MyGO!!!!! MyGO!!!                              | 「迷星叫」 「名無声」                                             | 《BanG Dream!》相關曲目                        |
| 2023年   |                                      |                                                |                                                                   |                                                |
| 4月12日  | 音一会                               | MyGO!!!!! MyGO!!!                              | 「音一会」 「潜在表明」 「影色舞」                                | 《BanG Dream!》相關曲目                        |
| 8月9日   | 壱雫空                               | MyGO!!!!! MyGO!!!                              | 「壱雫空」                                                        | 電視動畫《BanG Dream! It's MyGO!!!!!》主題曲   |
| 8月9日   | 壱雫空                               | MyGO!!!!! MyGO!!!                              | 「栞」                                                            | 電視動畫《BanG Dream! It's MyGO!!!!!》片尾曲   |
| 8月9日   | 壱雫空                               | MyGO!!!!! MyGO!!!                              | 「焚音打」                                                        | 電視動畫《BanG Dream! It's MyGO!!!!!》相關曲目 |
| 11月1日  | 迷跡波                               | MyGO!!!!! MyGO!!!                              | 「碧天伴走」 「春日影（MyGO!!!!! ver.）」 「詩超絆」 「迷路日々」 | 電視動畫《BanG Dream! It's MyGO!!!!!》劇中曲   |
| 11月1日  | 迷跡波                               | MyGO!!!!! MyGO!!!                              | 「歌いましょう鳴らしましょう」                                    | 遊戲《BanG Dream! 少女樂團派對》相關曲目       |
| 11月1日  | 迷跡波                               | MyGO!!!!! MyGO!!!                              | 「無路矢」                                                        | 《BanG Dream!》相關曲目                        |

## 註記
1. ↑  是為碧藍航線與萊莎2 3聯動角色
2. ↑  美山鈴音（矢野妃菜喜）、花野井玲那（水野朔）、濱栗廣海（南雲希美）、今鵜凪咲（荒井瑠里）、八木野土香（羊宮妃那）、淀川逢生（岩橋由佳）、小泉詩（白河水菜）、山鹿栞（花井美春）、當麻真子（下地紫野）
3. 1 2  濱栗廣海（南雲希美）、今鵜凪咲（荒井瑠里）、八木野土香（羊宮妃那）、淀川逢生（岩橋由佳）
4. ↑  木蓮（羊宮妃那）、山菊（廣瀨有紀）、鳳仙花（河野日和）
5. ↑  椿（夏吉優子）、山茶花（根本京里）、朝顏（鈴代紗弓）、龍膽（小原好美）、杏李（山根綺）、水芭蕉（石見舞菜香）、馬利筋（富田美憂）、茴香（朝日奈丸佳）、桔梗（田中美海）、木蓮（羊宮妃那）、山菊（廣瀨有紀）、鳳仙花（河野日和）、紫苑（長谷川育美）、鈴蘭（遠野光）、紫陽花（古賀葵）、款冬（南真由）、虎杖（七瀨彩夏）、梅（和多田美咲）、緋桐（貫井柚佳）、蘿蔔（高田憂希）、蓮（佳原萌枝）、蕺（川井田夏海）、梧桐（小市真琴）、芍藥（土屋李央）、菫（菲魯茲·藍）、薊（朝井彩加）、蒲公英（井上穗乃花）、蜀葵（市之瀨加那）、向日葵（峯田茉優）、萩（近藤玲奈）、花月（會澤紗彌）、木槿（伊藤彩沙）、杜鵑（幸村惠理）、雛菊（高野麻里佳）、旌節花（長繩麻理亞）、鬼百合（大地葉）
6. ↑  CD未收錄

### 组合成员
1. 1 2  高松燈（羊宮妃那）、千早愛音（立石凜）、要樂奈（青木陽菜）、長崎爽世（小日向美香）、椎名立希（林鼓子）

## 外部連結
- 經紀公司個人資料頁（日語）
- 羊宮妃那的X（前Twitter）（日語）